# Hurskas kurjuus
Hurskas kurjuus ist ein Roman des finnischen Nobelpreisträgers Frans Eemil Sillanpää. Auf Deutsch erschien er zunächst 1948 in einer Übersetzung von Edzard Schaper als Das fromme Elend, später unter dem Titel Sterben und Auferstehen. 2014 erschien eine Neuübersetzung von Reetta Karjalainen und Anu Katariina Lindemann unter dem Titel Frommes Elend. Er beschreibt die Lebensgeschichte des Johan Abraham Benjaminsson und wie es geschehen konnte, dass er im Alter von 60 Jahren im Finnischen Bürgerkrieg von „Weißen“ hingerichtet wurde. Der Roman wurde bereits ein Jahr nach dem Bürgerkrieg 1919 veröffentlicht.

## Handlung
Die Hauptfigur des Romans, auch wenn sie im Kirchenbuch als Johan Abraham Benjaminsson eingetragen ist, besitzt eigentlich keinen Namen. Je nach Gelegenheit wird sie Jussi, Juha, Johan oder Janne genannt, dem mangels Nachnamen der Ortsname vorangestellt wird: Nikkilä-Jussi, Tuorila-Jussi, Toivola-Juha usw.  Dieser Mensch kommt 1857 auf dem Nikkilä-Hof in der Landschaft Satakunta zur Welt. Sein Vater ist der alkoholkranke Bauer Penjami, der seine Magd und spätere dritte Frau Maja geschwängert hat. Trotz der Ehe redet Maja ihren Mann weiterhin mit „Bauer“ und „Sie“ an. Aus einer früheren Ehe leben außerdem zwei Töchter auf dem Hof. Jussi hat nur ein geringes Denkvermögen. Seine erste Erinnerung ist, wie der Vater seine Mutter verprügelt. Ungeteilte Aufmerksamkeit erhalten die Kinder nur, wenn sie ebenfalls eine Tracht Prügel erhalten.
Im Sommer 1866 regnet es ununterbrochen, der Acker bleibt unbestellt, und die Zeit der Schulden beim Olilla-Bauern beginnt. Zum Höhepunkt der Hungersnot wird dem Vieh sogar das faulige Stroh vom Scheunendach zum Fraß vorgeworfen. Der Niedergang wird offenbar, als die Bettler nicht mehr vom Hof gejagt werden. Schließlich gibt Jussis Vater seinen Grundbrief für Brot und Branntwein nach Olilla. Der Gemeindevogt kommt, um die Familie zu vertreiben, doch Penjami – letzter Vertreter einer vielhundertjährigen Reihe von Bauern – stirbt in der letzten Nacht, die er noch auf dem Hof verbringen darf.
Die Mutter verlässt mit ihrem kleinen Sohn den Hof, und auch die Stiefschwestern und Knechte schließen sich den langen Zügen von Bettlern an, aus denen gelegentlich ein Toter am Wegesrand liegen bleibt. Maja bringt ihr Kind zu ihrem Bruder nach Tuorila, wo Jussi unter der Bedingung bleiben darf, dass sie selbst weiterzieht. Im Frühling kehrt sie todkrank auf den Hof zurück und stirbt. Jussis Kindheit ist zu Ende.
Sein Onkel Kalle muss nicht hungern, denn er verteilt die staatlichen Hilfsgüter, von denen wenig bei den Hilfsbedürftigen ankommt. Der begriffsstutzige Jussi arbeitet als Hirte und bekommt einen Platz in der Hinterstube angewiesen. Mit 16 Jahren wird er konfirmiert. Seine Stellung in der Gemeinschaft der Knechte und Mägde ist ihm unklar, bevor er mit 21 mündig wird, darf er nicht gehen. Wenn alle anderen sich sonntags im Dorf vergnügen, bleibt er auf dem Hof. Bei einer Gelegenheit wird er vom Bauern, seinem eigenen Onkel, mit einem Tauende geschlagen.
Onkel Kalle gelingt durch den Verkauf eines Waldstücks das Geschäft seines Lebens und durch den gewachsenen Wohlstand weitet sich auch der geistige Horizont. Onkel und Tante fühlen sich zum erwachenden Finnentum hingezogen. Sie veranstalten ein Fest, zu dem auch rein schwedische Herrschaften eingeladen sind. Jussi soll die Pferde versorgen. Kustaa – einer seiner Konfirmationskameraden – erlaubt sich den Streich, die Schrauben von den Wagenrädern zu lockern. Jussi versucht, die Schrauben wieder anzuziehen, was ihm jedoch nicht mehr bei allen Wagen gelingt. Die resultierenden Unfälle werden ihm angelastet und er wird vom Hof gejagt.
Jussi flüchtet sich zu seinem vermeintlichen Freund Kustaa auf die Kate in Toivola, doch der ist nicht bereit, die Verantwortung für seinen Streich zu übernehmen und schweigt. Als der Wald abgeholzt wird, wird Jussi Waldarbeiter. Die Arbeiter bilden paarweise ein Team und werden auch paarweise entlohnt, wobei Jussi wieder übervorteilt wird. Erst als Vorarbeiter Keinonen erkennt, wie übel ihm mitgespielt worden ist, sorgt er dafür, dass der Lohn einzeln ausbezahlt wird – zum ersten Mal in seinem Leben hat Jussi so etwas wie Gerechtigkeit erlebt. Doch der Umgang mit eigenem Geld überfordert ihn, und er verspielt es gleich wieder beim Kartenspiel.
Als der Wald abgeholzt ist, bleibt er bei den Waldarbeitern und verdingt sich beim Flößen. Da ihm immer noch ein Nachname fehlt, wird er jetzt spaßhaft „Johannes der Täufer“ genannt. Er bleibt in Keinonens Diensten, fällt in verschiedenen Gegenden Finnlands Bäume und erlebt in der Natur gelegentlich Momente des Glücks. Als Keinonen plötzlich stirbt, befindet er sich ausgerechnet in seinem Heimatort Nikkilä.

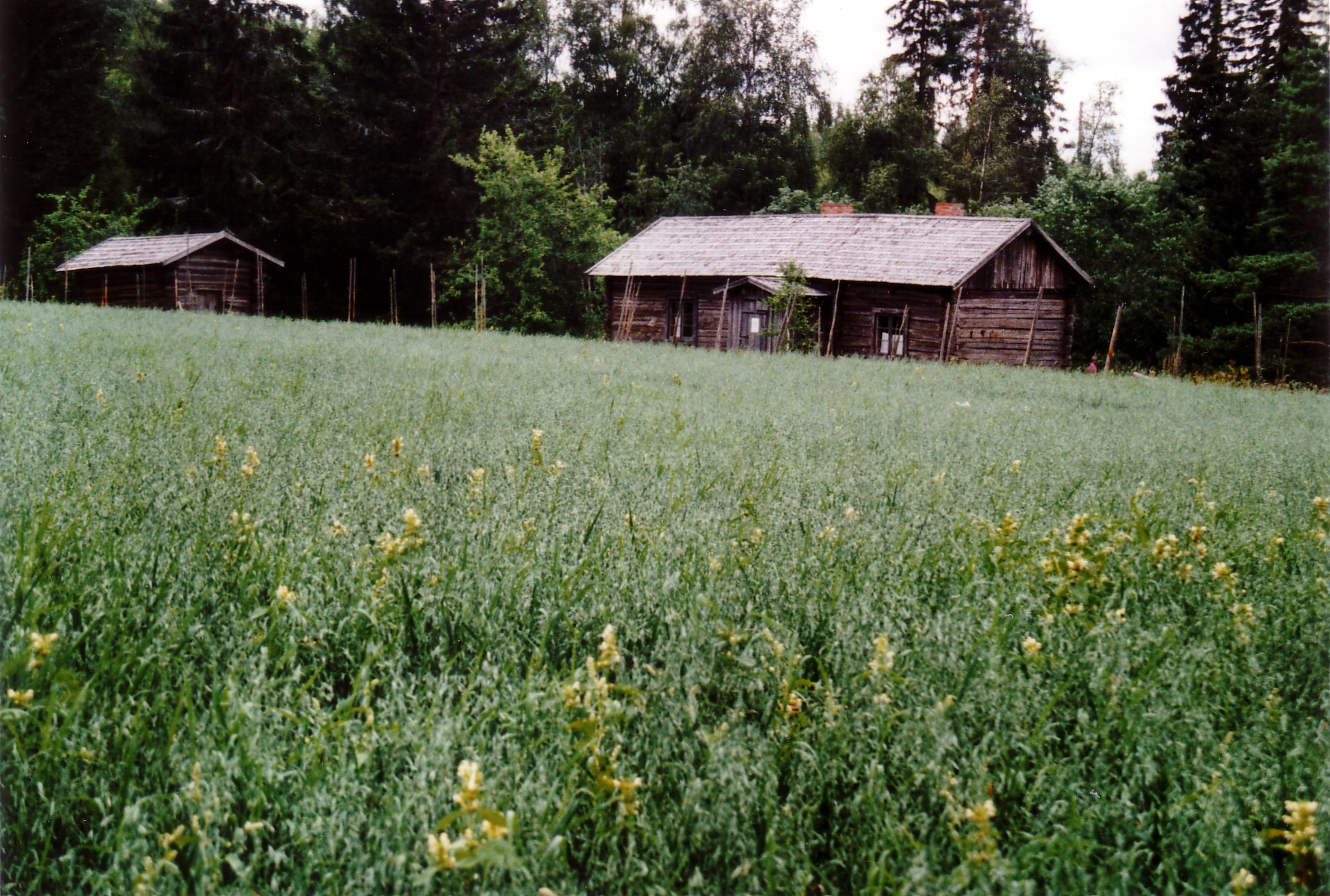
Der Geburtsort des Autors: Sillanpää wuchs selbst unter den gleichen armseligen Bedingungen in einer Kate auf, wie er sie im Roman beschreibt.

Jussi, der nun Juha genannt wird, bleibt in Nikkilä, wo der ehemals elterliche Hof unter dem neuen Bauern zum besten Hof im Dorf geworden ist. Beim Anblick steigt ein Gefühl von Trotz in Juha auf. Er verdingt sich auf einem kleinen Hof als Knecht. Mit Frauen hat er bisher keine Erfahrungen gesammelt, doch als er der Magd Riina Avancen macht, geht sie überraschenderweise darauf ein. An einem Abend trinkt er sich Mut an, siegt in einer kleinen Schlägerei und legt sich in diesem Hochgefühl in ihr Bett. Sie ist vom Bauernsohn geschwängert worden, kann sich jedoch keine Hoffnung auf Heirat machen und schiebt Juha das werdende Kind unter. Dieser glaubt die Geschichte von seiner Vaterschaft und heiratet Riina. Sie beziehen eine Kätnerstelle beim Yrjölä-Bauern, die daraus entstehenden Rechte und Pflichten werden jedoch nicht schriftlich festgehalten. Als es Juha gelingt, die Kätnerstelle in Schuss zu bekommen, erhält er Besuch vom Bauern, der behauptet, Juha habe sich nicht an die Abmachungen gehalten. In der Panik, seine Lebensgrundlage zu verlieren, stimmt Juha – der immer häufiger Janne genannt wird – weiteren Arbeitsverpflichtungen zu.
Riina gebärt den ersten Sohn Kalle Johannes, setzt in kurzer Folge weitere Kinder – Ville, Hiltu, Lempi, Martti – in die Welt und sitzt zwischen den Schwangerschaften schlapp herum. Die Eheleute zanken sich, auch spricht Janne immer häufiger dem Branntwein zu; andererseits verdient er mit Papierfuhren gutes Geld. Der erstgeborene Sohn Kalle schlägt seinen Bruder Ville bei einem Streit zum Krüppel, woraufhin ihm seine Mutter eine Anstellung weit weg vom Dorf verschafft. Ville siecht dahin. Janne verkauft aus Gründen, die er später selbst nicht mehr versteht, sein einziges Pferd, und der Hof verkommt. Als der Yrjölä-Bauer vom Sohn abgelöst wird, erkennt dieser die Rechte und Pflichten des Kätners nicht an.
In seiner Not wandert Juha zu seinen Verwandten nach Tuorila und bittet um Hilfe. Dort sieht er zum ersten Mal in seinem Leben ein Telefon. Er erhält zehn Mark und schläft in einem sauber bezogenen Bett. Durch die ungewöhnlichen Umstände angeregt, zieht er in einem Alter von 50 Jahren Bilanz seines Lebens. Der Sohn Ville stirbt jedoch, und auch Riinas Kräfte nehmen ab. Juha erleidet einen Bruch, den er geheim hält. Riina hat Krebs, bricht nach einem Saunabesuch zusammen und stirbt nach einigen Tagen. In den folgenden Jahren blüht Juha auf, obwohl er nun alleine zwei kleine Kinder zu versorgen hat. Er bleibt Kätner und muss auch weiterhin Tagewerke leisten. Die älteste Tochter Hiltu wird Magd bei einer Rektorin in der Stadt. Von dort erhält er vom beinahe vergessenen Sohn Kalle, der Fuhrmann geworden ist, einen Brief. Kalle schickt ihm auch regelmäßig eine sozialdemokratische Zeitung, sodass ihm die soziale Frage bewusst wird. Eines Tages trifft ein Brief von Kalle ein, in dem er berichtet, dass Hiltu sich umgebracht habe.
Als Janne seine Kätnerstelle beim Yrjölä-Bauern bezog, bestand ein Tagewerk, mit dem er die Pacht abarbeitete, noch aus fünfzehn Stunden. Der wachsende Wohlstand wirkt sich auch bei ihm aus, ein Arbeitstag hat jetzt nur noch zwölf Stunden. Juha darf jetzt auch wählen gehen, nutzt jedoch nicht sein Wahlrecht. Obwohl es ihm objektiv besser geht, wächst seine Unzufriedenheit. Im Dorf hält er aufrührerische Reden, in die immer wieder religiöse Bezüge einfließen. Bei einem Begräbnis werden rote Fahnen mitgeführt, während die Herrschaften die weiße Fahne mit dem blauen Kreuz aufgezogen haben. Im Sommer 1917 wird in der Molkerei gestreikt. Die sozialdemokratische Idee ersetzt die ewige Seligkeit.
Seine eigene Kate verkommt, Läuse nisten sich ein. Für die Kuh ist kein Heu mehr da, für die Kinder nur noch Kartoffeln mit Salzlake. Juha hat sich mit einem Sozialisten namens Rinne angefreundet, der ihm gelegentlich Geld zusteckt. Als er wieder einmal Rinne besucht, gerät er in ein konspiratives Treffen, bei dem auch Waffen zu sehen sind.
In der „roten“ Zeit treiben die Männer Zwangsabgaben bei den Bauern ein, woran sich auch Juha beteiligt. Juhas eigener Sohn taucht als Kompaniechef auf, aber das Verhältnis bleibt distanziert. Im Bürgerkrieg, der bei den Genossen „Freiheitskrieg“ heißt, verläuft die Front ganz in der Nähe bei Kuuskoski. Juha wird von ihnen beauftragt, auf den Herrn auf Paitula achtzugeben. Die Front bei Kuuskoski bricht ein, Juha begegnet fliehenden Soldaten, ist aber selbst unschlüssig, was er tun soll.  In der Nacht tauchen Gestalten auf, die den Herrn von Paitula abholen, später hört Juha Schüsse.
Er wandert nach Hause, wo sich nichts verändert hat, holt sein Gewehr, und sucht nach dem Leichnam, den er auch findet. In der Panik legt er das Gewehr neben den Leichnam und flieht – später kann das Gewehr ihm zugeordnet werden, auch ist er in der Nähe von Paitula gesehen worden.
Juha wird von „weißen“ Nationalisten abgeholt und in ein provisorisches Gefangenenlager gesperrt. Die Kriegsrichter, die kaum des Finnischen mächtig sind, verurteilen neun der Gefangenen zum Tod durch Erschießen. Am Massengrab müssen sich die Gefangenen ausziehen. Juha, der als Letzter drankommt, legt sich zu den anderen Leichen, was dem Erschießungskommando nicht recht ist. Er muss noch einmal aufstehen und wird erschossen.

## Hiltu und Ragnar
Eines der Kapitel enthielt ursprünglich die Geschichte von der zurückgebliebenen Tochter Hiltu, die als Dienstmädchen unterkam. Sillanpää arbeitete sie zu der eigenständigen Erzählung Hiltu ja Ragnar um, die 1923 erschien. 2015 erschien Hiltu und Ragnar in der deutschen Übersetzung von Reetta Karjalainen.

## Originalausgabe
- Hurskas kurjuus. Porvoo 1919.

## Übersetzungen
- deutsch: Das fromme Elend. Classen, Zürich 1948. Übersetzt von Edzard Schaper.

später unter dem Titel: Sterben und Auferstehen. Fischer, Frankfurt und Hamburg 1956. Derselbe.
Frommes Elend. Guggolz Verlag, Berlin 2014. Übersetzt von Reetta Karjalainen und Anu Katariina Lindemann
- schwedisch: Det fromma eländet
- englisch: Meek Heritage